# Филонович, Ростислав Дмитриевич
Ростислав Дмитриевич Филонович (1926—2012) — начальник Главного управления кораблестроения ВМФ, кандидат технических наук, лауреат Ленинской премии, вице-адмирал.

## Биография
Ростислав Дмитриевич Филонович родился 3 января 1926 года во Владивостоке.
В 1940 году окончил 7 классов средней школы в Выборгском районе Ленинграда.

### Участие в Великой Отечественной войне
С 1940 года начал службу в Военно-морском флоте. В августе 1941 года окончил 8-й класс 2-й Ленинградской военно-морской специальной школы. В июле-августе 1941 года, вместе с учениками школы, участвовал в строительстве бомбоубежищ в Ленинграде, противодесантных укреплений и оборонительных сооружений на Лужском рубеже обороны.
27 августа 1941 года, вместе с семьёй был эвакуирован в город Сталинобад (ныне Душанбе) Таджикской ССР.
В июне 1942 года окончил 9-й класс Одесской военно-морской специальной школы, находившейся в эвакуации в городе Кувасай Ферганской области Узбекской ССР. С июня по сентябрь 1942 года проходил обучение на подготовительных курсах Военно-морского училища имени М. В. Фрунзе. В июле 1942 года принял военную присягу. В действующей армии в составе истребительного батальона, составленного из курсантов Военно-морского училища участвовал в охране Апшеронского полуострова в районе Моздока от десантов противника.
В июне 1943 года окончил Красноярское военно-морское подготовительное училище.
В 1943 году был зачислен в Высшее военно-морское инженерное училище имени Ф. Э. Дзержинского. Весной 1944 года, после возвращения училища в Ленинград, проходил боевую практику на учебном корабле «Комсомолец», входившем в состав действующих кораблей Балтийского флота.
Участник парада Победы в составе сводного полка Наркомата ВМФ.

### Служба в ВМФ
В 1948 году с отличием окончил дизельный факультет ВВМИУ им. Ф. Э. Дзержинского.
С 1948 по 1952 год служил на дизельной подводной лодке типа «Малютка» 17 серии «М-214» Балтийского флота командиром электромеханической боевой части (БЧ-5), затем дивизионным инженер-механиком.
В 1955 году, после окончания с отличием машиностроительного факультета военно-морской академии, служил старшим научным сотрудником ЦНИИ военного кораблестроения, с 1961 по 1963 годы — заместителем начальника, а с 1963 года — начальником отдела атомных подводных лодок в Главном управлении кораблестроения ВМФ.
C 21 апреля по 12 июня 1964 года участвовал в первом подводном плавании советской подводной лодки «К-27» на полную автономность (52 суток) в водах Центральной Атлантики.
С 1967 года был заместителем, а с января 1977 по октябрь 1987 года — начальником Главного управления кораблестроения ВМФ.
В 1978 году присвоено звание вице-адмирал.
Принимал непосредственное участие в создании крупнейшего в мире атомного подводного ракетного крейсера проекта 941 «Акула». В 1982 году был удостоен Ленинской премии СССР.
В 1990 году защитил кандидатскую диссертацию.
В 1992 году был уволен в отставку по состоянию здоровья.
В 1987—1993 годах был начальником отдела морских экспедиционных работ Академии наук СССР.
Умер 26 декабря 2012 года. Похоронен на Троекуровском кладбище города Москвы.

## Семья
- Сын — Сергей (25 мая 1952 года рождения) российский учёный, доктор физико-математических наук, ординарный профессор, декан Высшей школы менеджмента (Бизнес-школы), профессор кафедры управления человеческими ресурсами факультета «Менеджмент» НИУ ВШЭ.
- Дочь — Татьяна (25 мая 1952 года рождения).

## Награды
- Орден Ленина (1980)
- Орден Октябрьской Революции (1974)
- Орден Красного Знамени (1966)
- Орден Отечественной войны 1-й степени (1985)
- Орден Трудового Красного Знамени (1970)
- Медали «За боевые заслуги», «За победу над Германией в Великой Отечественной войне 1941—1945 гг.» и другими 26-ю медалями СССР и России.
- Награждён золотыми медалями имени Гагарина, Королёва, Челомея, Макеева.
- Награждён тремя орденами и шестью медалями зарубежных стран.